# Mario Pellegrini
Mario Pellegrini (Piacenza, 1910 – Firenze, 1954) è stato un architetto italiano.

## Biografia
Si laurea nel 1936 presso la Regia Scuola Superiore di architettura di Firenze con la tesi di un progetto di villa su Poggio Panichi (Firenze).

## Regesto delle opere
- Sede della Mostra-mercato dell'Artigianato, Firenze, piazza della Libertà, 1937-39, in collaborazione con Sirio Pastorini (distrutto)
- Progetto di concorso per la ricostruzione delle zone distrutte intorno a Ponte Vecchio (Motto Santa Felicita), 1946, in collaborazione con G. Doni, E. Dori, Guido Morozzi, Sirio Pastorini
- Edificio d'abitazione INA-Casa, Firenze, via della Casaccia angolo via di Varlungo, circa 1949, in collaborazione con Sirio Pastorini
- Edificio d'abitazione INA-Casa, Firenze, via F. Baracca, via G. Ancillotto, via F. Morlacchi, via E. Wolf Ferrari, 1949-50, in collaborazione con Sirio Pastorini
- Ampliamento dell'Istituto tecnico industriale "Leonardo da Vinci", Firenze, via Benedetto Dei angolo via del Terzolle, circa 1950-55, in collaborazione con Sirio Pastorini
- Scuola elementare "Desiderio da Settignano", Settignano, via Desiderio da Settignano, circa 1955-60, in collaborazione con Sirio Pastorini
- Edifici d'abitazione INA-Casa, Firenze, via Palazzo dei Diavoli, 1952-54, in collaborazione con Sirio Pastorini